# Сайхун
Сайхун (узб. Sayxun / Сайхун) — міське селище в Сирдар'їнській області Узбекистану, що є адміністративним центром Сайхунабадського району.

## Історія
Селище Сайхун розташоване у східній частині Голодного степу, неподалік від річки Сирдар'я. Воно знаходиться за 42 кілометри від Ґулістана та 12 кілометрів від найближчої залізничної станції в Бахті. Незважаючи на відносну близькість до великої річки, територія селища густо пронизана мережею зрошувальних каналів, які мають важливе значення для місцевого господарства.
Сайхун був заснований у період активного освоєння цього посушливого регіону, здебільшого переселенцями з України. Спочатку селище носило українську назву — Верхньоволинське, що відображало його зв'язок з вихідцями з Волині. У 1984 році воно здобуло статус селища міського типу. До 1990-х років селище зберігало свою початкову назву, після чого було перейменовано на Сайхун.

## Географія
Селище розташоване за 18 кілометрів від залізничної станції Бахт, яка розташована на лінії Сирдар'я — Хаваст.